# Pfarrkirche Bellwald

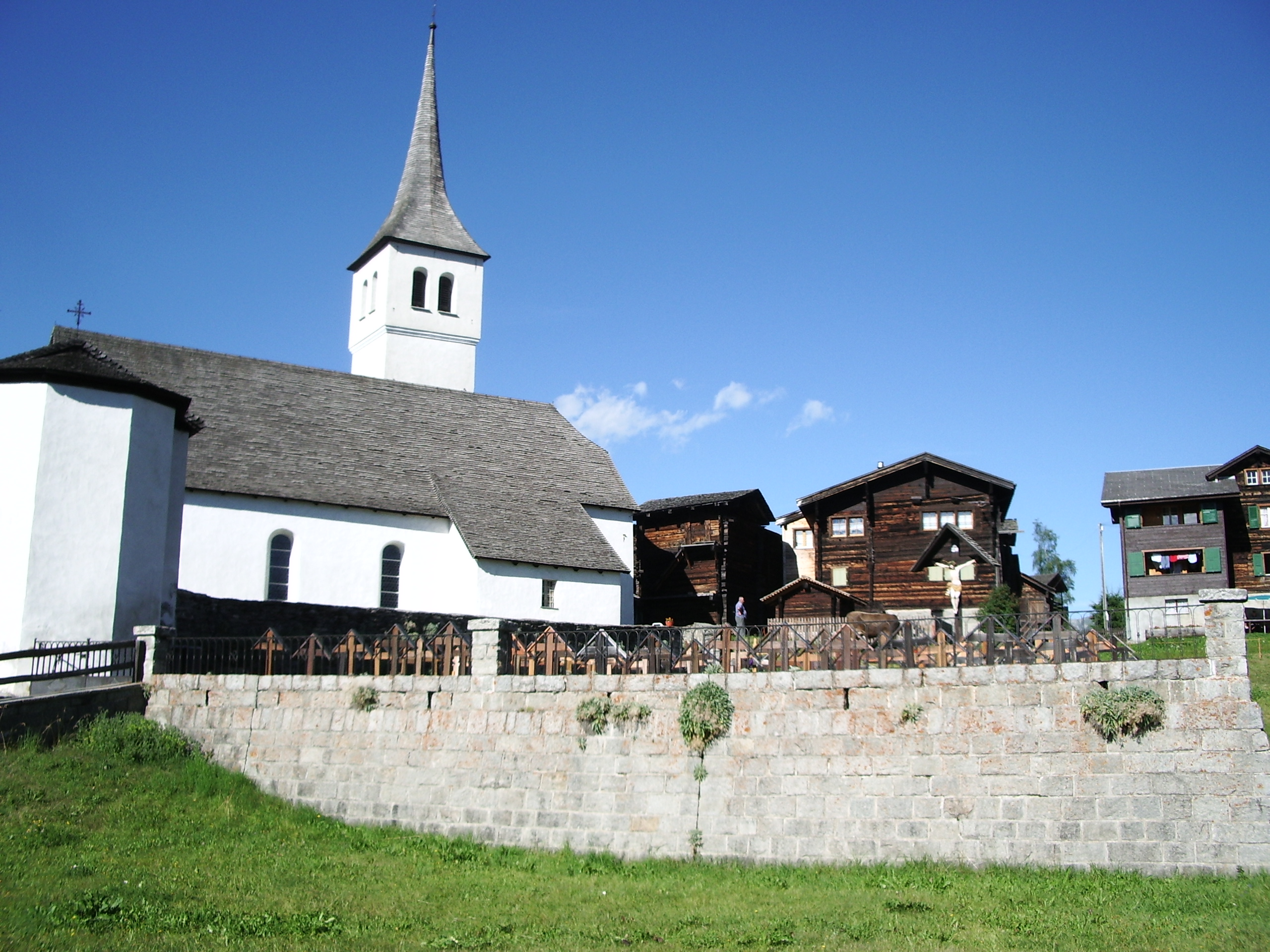
Pfarrkirche Bellwald

Die Pfarrkirche von Bellwald besitzt als Patrozinium die Sieben Freuden Mariens und wurde ab 1698 erbaut. Die Kirche bildet zusammen mit dem zwischen 1733 und 1734 erbauten Beinhaus und dem Friedhof eine markante Baugruppe. Sie ist als Denkmal der mittleren Schutzstufe (B-Objekt) eingestuft und somit denkmalgeschützt.

## Baugeschichte
In den Visitationsakten von 1687 wird eine Kapelle in Bellwald zu Ehren Jesus, Maria und Joseph aufgeführt. Im Jahr 1697 wurde vom Bischof die Stiftungsurkunde zum Bau eines neuen Gotteshauses unterschrieben. Zu diesem Zeitpunkt war der Standort noch nicht bestimmt; neben dem heutigen Standort war auch der im Lärch zwischen Ried und Bodmen im Gespräch. Der Baubeginn war 1698, wie es in den Michel-Chronik von Ernen vermerkt ist; auch das Datum in der Portalstirn ist dasselbe. Die Kirche wurde vom Bischof Franz Joseph Supersaxon am 10. September 1704 geweiht. Die Holzdecke wurde erst 1717 bemalt, und zwischen 1717 und 1735 wurde eine Orgelempore eingebaut. 
1801 wurde der Glockenturm umgebaut, worauf die Jahreszahl auf dem nördlichen Zifferblatt hinweist. Zwischen 1830 und 1833 wurde eine Gipstonne im Schiff eingezogen, die 1976 wieder entfernt wurde, und das Schindeldach durch Joseph Steffen ersetzt. Der Turm wurde bei einem Unglück (Erdbeben?) 1855 so stark beschädigt, dass er bis 1858 repariert werden musste. Darauf weisen die Blechziffern an der Nordflanke des Turmhelmes hin. Zwischen 1881 und 1890 folgten umfangreiche Renovationsarbeiten, unter anderem wurde der Steinplattenfussboden durch einen Betonboden ersetzt. Auch wurden Malereien ausgeführt und die Stühle ersetzt. Das Turmkreuz wurde 1869/1870, 1931 und 1976 ersetzt. 
Die gusseiserne Kommunionbank wurde 1872/1873 angeschafft. Von Anton Imhof aus Lax wurde die Kirche im Frühling 1920 historisch ausgemalt. 1930 mussten in der Sakristei Reparaturen ausgeführt werden. Im Jahr 1936 ersetzte man die Portaltüre von 1879/1880. Im Jahr 1938 wurden die Brusttäferung und das Kirchengestühl ersetzt.
Zwischen 1975 und 1977 wurde eine Gesamtrestaurierung durchgeführt. Der ausführende Architekt war Amédée Cachin, wobei ihm A. Schmied als Experte der Eidgenössischen Kommission für Denkmalpflege zur Seite stand.

## Bauwerk

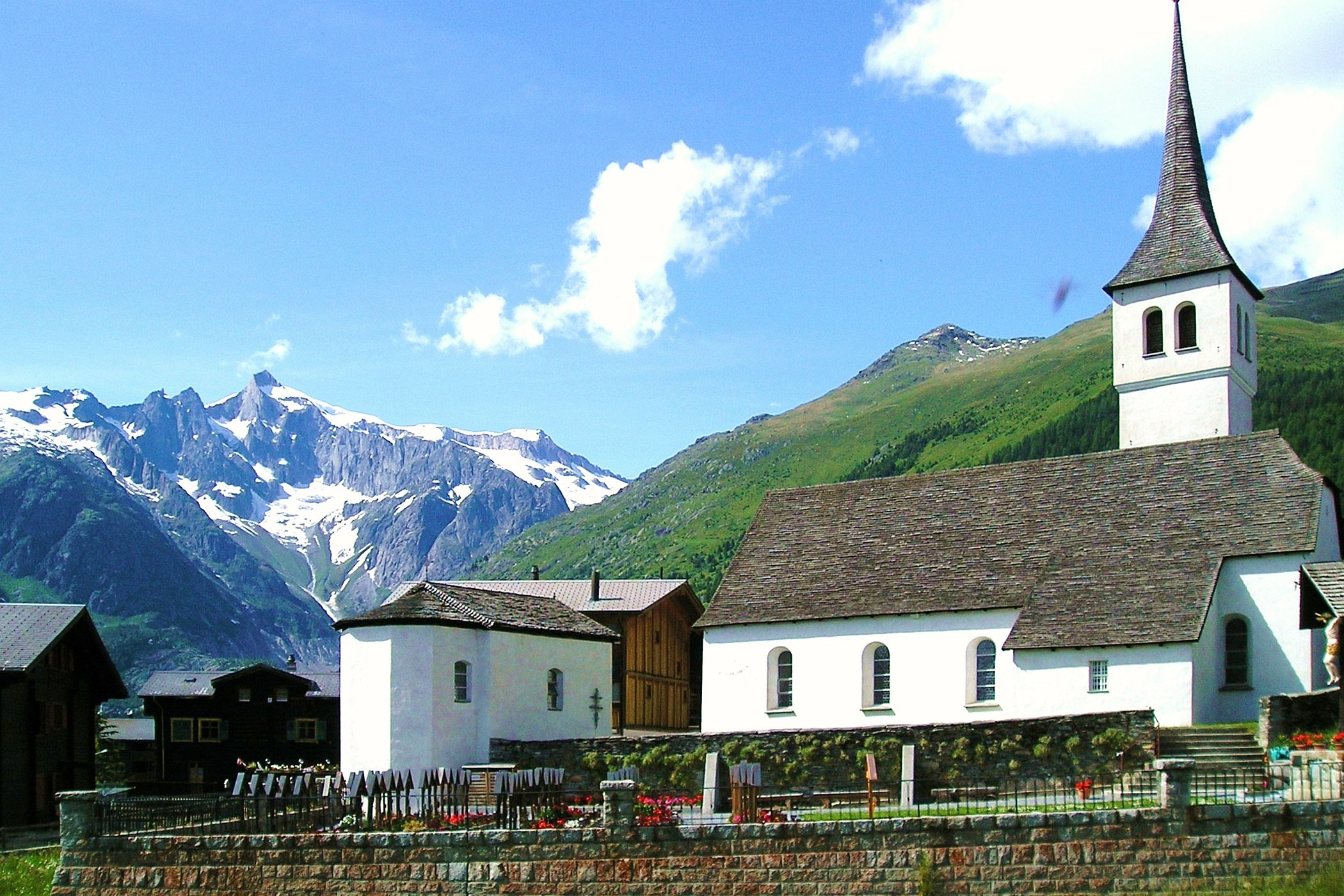
Kirche, Beinhaus und Friedhof mit dem Grossen Wannenhorn

Das Bauwerk steht am südlichen Rand des alten Dorfkerns von Bellwald und bildet zusammen mit dem Beinhaus und dem Friedhof eine markante Baugruppe.

### Äusseres
Die Hauptachse des Bauwerkes zeigt vom Portaleingang zum Schiff in nordöstliche Richtung. An das rechteckige Schiff schliesst der seitlich ein wenig eingezogene Rechteckchor an. Über die gesamte Kirche wölbt sich durchgängig ein Satteldach, das über dem Chor mit einem Krüppelwalm abschliesst. Das Dach der Sakristei, die sich in der östlichen (rechten) Achsel von Schiff und Chor befindet, ist mit einem Zeltdach gedeckt, das sich nahtlos an das Hauptdach anschliesst.
In der nördlichen (linken) Achsel von Schiff und Chor befindet sich der quadratische Turm. Er besitzt ein auskragendes Glockengeschoss mit einem profilierten Sims. Der Turm ist mit einem konkav geschweiften Helm gedeckt. Dieser Helm ist in der Basis viereckig, führt über ein Oktagon in die Kegelrohrspitze.
Das Portal aus Giltstein ist einfach gehalten und besitzt profilierte Kämpfer. Über dem Scheitel befindet sich eine leere Rundbogennische. Die südwestliche (rechte) Schiffswand hat drei rundbogige Hochfenster. Zwischen dem südlichsten Fenster und der Portalwand ist eine ausserordentliche astronomische Sonnenuhr, die 1977 restauriert wurde. Die nordöstliche (linke) Schiffswand hat zwei rundbogige Hochfenster. Zwischen ihnen befand sich eine stichbogige Seitentüre, die aber vermauert wurde. Der Chor besitzt auf beiden Längsseiten ein rundbogiges Hochfenster. Mitten in der Stirnseite des Chores ist ein Okolus und neben ihm auf jeder Seite eine Lünnette.

### Inneres
Die beiden weiten Räume werden nur wenig durch den Triumphbogen getrennt. Das frieslose Profilgebälk umzieht sowohl den Chor wie das Schiff und ist mit einem Zahnschnitt versehen. An der Kirchenrückwand wurde das Profil anlässlich des Baus der Orgelempore entfernt. Bei der Renovierung 1977 wurde das Schiff wieder von einer fünfachsigen Polygonaldecke aus Holz überdeckt. Der Chor wird von einem Stichkappenpaar überdeckt, das in ein siebenteiliges Fächergewölbe übergeht. Diese Stützbögen werden durch trompetenartige unterteilte Stützkappen auf die Wände des Rechteckchores abgeleitet, wobei sie wie Arkaden auf dem Gesims stehen. Im Chorscheitel befindet sich ein plastisches, geschupptes Medaillon.

#### Hochaltar
Der Hochaltar ist den Sieben Freuden Mariens geweiht und wird dem Sigristen-Bodmer-Kreis zugeschrieben. Allerdings passen die Seitenstatuen nicht so recht in diese Bauform. Der einachsige Altar mit Haupt- und Obergeschoss ist mit viel Rankenwerk ausgeschmückt. Anlässlich der Kirchweihe 1704 wurden auch ein Hauptaltar und zwei Seitenaltäre geweiht. Die dort gefundenen Jahreszahlen und Dokumente lassen darauf schliessen, dass der Altar in Etappen entstanden ist. So fand man 1976 am Altarfuss die gemalte Jahreszahl 1717 mit der Bemerkung; Fassung durch Johann Franz Abegg.
Der rechte Seitenaltar wurde 1704 dem hl. Josef geweiht. Er wurde mehrfach umgebaut und deshalb 1977/1978 durch den Altar aus der Kapelle von Richene ersetzt. Der linke Altar war anfänglich der Liebfrau geweiht, wurde aber in der zweiten Hälfte des 19. Jahrhunderts dem Herz Jesu geweiht. Der Altar war 1977 in einem so schlechten Zustand, dass er durch das Retabel aus der Anna-Kapelle ersetzt werden musste. Die barocke Kanzel wurde im letzten Viertel des 18. Jahrhunderts von Joseph Anton Langer aus Rekingen erbaut.